# Nagy Viktor (vízilabdázó)
Nagy Viktor (Budapest, 1984. július 24. –) olimpiai bronzérmes, világ- és Európa-bajnok magyar válogatott vízilabdázó, kapus poszton.

## Pályafutása

### BVSC (a serdülő évektől 2004-ig)
Már az édesapja is vízilabdázó szeretett volna lenni, azonban a szülei nem engedték meg neki, így az álmát fián keresztül szerette volna valóra váltani. Elvitte a Spartacusba úszni, ám mivel ez a sportág kevésbé tetszett neki, ezért átment a BVSC-be vízilabdázni. Mivel az úszást továbbra sem szerette, illetve az edzői sem láttak benne sok fantáziát, a kétkapuzásoknál rendre a kispadon ült. Egyik alkalommal az egyik kapus megsérült, Nagy Viktor pedig bekéredzkedett a helyére, amire így emlékezik vissza: „Ez életem meghatározó és egyik legjobb döntése volt.”
A serdülőcsapattal többször is magyar bajnok lett, és már tizenhat évesen a felnőtt csapat harmadik számú kapusa volt. 2001-ben tagja volt a Hagenben ifjúsági Európa-bajnoki címet szerzett utánpótlás válogatottnak, a torna végén pedig megválasztották az Európa-bajnokság legjobb kapusának. Ifjúsági magyar bajnokként vett részt a Bariban rendezett junior Európa-bajnokságon, ahol ezüstérmet szerzett, majd a 2003-as nápolyi korosztályos világbajnokságon újra a második helyen zárt.
A felnőttek között a 2003-as év hozta el az első sikert, a BVSC-vel Magyar Kupa-győzelmet szerzett, később pedig elhódította a szuperkupát is. Egy évvel később a magyar bajnoki dobogó harmadik fokára állt, majd elhagyta a Szőnyi úti sportuszodát, és a Vasashoz szerződött. A csapatváltásra így emlékezett vissza: „…eddigi életem második legjobb döntése volt a TEVA-VasasPlaket-hez történő szerződésem.”

### Vasas (2004–2013)
Az angyalföldi piros-kék gárdával megszerezte élete második és harmadik Magyar Kupa-címét, illetve 2005-ben újfent a bajnoki dobogó harmadik fokára állt. A 2006-os a bajnoki döntőben csapatával alulmaradt a Domino-Honvéddal szemben, egész éves teljesítményének köszönhetően Kemény Dénes szövetségi kapitány meghívta a magyar válogatottba. 2006. június 1-jén, egy egri felkészülési mérkőzésen védhette először a nemzeti csapat hálóját, majd egy nappal később újra lehetőséget kapott. Mindkét találkozón nagy arányú győzelmet ünnepelt.
2007-ben magyar bajnoki címet nyert, majd kitüntették a dr. Steinmetz János tiszteletére újonnan alapított vándordíjjal, amit a bajnokság legjobb kapusának adnak át. Tagja volt debreceni Volvo-kupán aranyérmet, a berlini világliga-szuperdöntőn és a Melbourne-i világbajnokságon ezüstérmet szerzett magyar válogatottnak.
2008-ban részese volt a Vasas újabb bajnoki címének, illetve a nemzetközi kupaporondon első jelentősebb eredményét is ebben az évben érte el, mikor az angyalföldi alakulattal harmadik helyen zárt az Euroliga barcelonai négyes döntőjében. Bronzérmet szerzett a málagai Európa-bajnokságon, azonban a pekingi olimpiai játékokon címvédő magyar csapatnak nem volt tagja.
2009-ben sorozatban harmadszor lett magyar bajnok, újfent elnyerte a Steinmetz János-vándordíjat, majd a római világbajnokság kudarcát felejtendő (a válogatott az 5. helyen végzett) megszerezte negyedik Magyar Kupa-címét is. Részese volt a Vasas sorozatban negyedik bajnoki címének 2010-ben, harmadszor tüntették ki a bajnokság legjobb kapusának járó díjjal, az Európa-bajnokságon pedig negyedik helyezést ért el.
2011-ben csapatával alulmaradt a bajnoki döntőben az ZF-Egerrel szemben, majd a sanghaji világbajnokságon 4. helyezést ért el. Novemberben a Partizan elleni Bajnokok Ligája-csoportmérkőzésen vállsérülést szenvedett, ezért ki kellett hagynia az eindhoveni Európa-bajnokságot. Tavasszal tért vissza a Vasashoz, akikkel áprilisban már az 5. bajnoki címét szerezte. Egy hónappal később részt vett a Bajnokok Ligája nagyváradi négyes döntőjében, ahol csapatával a 4. helyen zárt.

### Szegedi VE (2013–2014)
2013-ban Szegedre igazolt, ahol bajnoki bronzérmet szerzett. 2013-ban a FINA a világ, a LEN Európa második legjobb vízilabdázójának választotta. 2014-től a Szolnok játékosa lett. 2014-ben a válogatottal döntős volt a Világligában és ezüstérmet szerzett a Budapesten rendezett Európa-bajnokságon.

### Szolnoki Dózsa (2014–2021)
A 2020-as olimpián bronzérmet szerzett. A torna után bejelentette, hogy befejezi a játékos pályafutását.

## Eredményei

### Klubcsapatokkal
- Magyar bajnokság (OB I)
  - Győztes (9): 2007, 2008, 2009, 2010, 2012, 2015, 2016, 2017, 2021
  - Ezüstérmes (4): 2005, 2006, 2011, 2018
  - Bronzérmes (3): 2004, 2014, 2019

- Magyar Kupa
  - Győztes (6): 2003 – BVSC-Brendon, 2004, 2005, 2009 – TEVA-VasasPlaket, 2013 – A-Híd Szeged, 2014 – Szolnoki Dózsa-KÖZGÉP
  - Ezüstérmes (3): 2006, 2008 – TEVA-VasasPlaket, 2015 – Szolnoki Dózsa-KÖZGÉP

- Magyar szuperkupa
  - Győztes (2): 2003 – BVSC-Brendon, 2006 – TEVA-VasasPlaket

- LEN-bajnokok ligája
  - győztes (1): 2017 – Szolnoki Dózsa-KÖZGÉP

- Euroliga
  - Bronzérmes (1): Barcelona, 2008 – TEVA-VasasPlaket

- LEN-szuperkupa
  - győztes (1): 2017 – Szolnoki Dózsa-KÖZGÉP

- LEN-Európa-kupa
  - győztes (1): 2021 – Szolnoki Dózsa-KÖZGÉP[5]

- Ifjúsági magyar bajnok (3 alkalommal a BVSC-vel)
- Serdülő magyar bajnok (3 alkalommal a BVSC-vel)

### Válogatottakkal
- Világbajnokság
  - Bajnok (2013, Barcelona)
  - Ezüstérmes (2007, Melbourne; 2017, Budapest)

- Európa-bajnokság
  - Aranyérmes (2020, Budapest)
  - Ezüstérmes (2014, Budapest)
  - Bronzérmes (2008, Málaga; 2016, Belgrád)

- Világliga
  - Ezüstérmes (2007, Berlin; 2013, Cseljabinszk, 2014, Dubaj)

- Németország-kupa-győztes (2014)
- Volvo-kupa-győztes (Debrecen, 2007; Hódmezővásárhely, 2010; Miskolc, 2011)
- Vodafone-kupa-győztes (2010, 2011)
- Szamardzídisz-kupa-győztes (Korfu, 2011)
- ING-kupa-győztes (Szombathely, 2008)
- Ifjúsági Európa-bajnok (Hagen, 2001)
- Junior Európa-bajnoki ezüstérmes (Bari, 2002)
- Junior világbajnoki ezüstérmes (Nápoly, 2003)

## Díjai, elismerései
- Az ifjúsági Európa-bajnokság legjobb kapusa: 2001
- A junior világbajnokság legjobb kapusa: 2003
- Az év legjobb utánpótlás kapusa: 2001, 2002, 2003
- Steinmetz János-vándordíj (a felnőtt bajnokság legjobb kapusa): 2007, 2008, 2010
- Magyar Ezüst Érdemkereszt (2012)
- Az év európai vízilabdázója választás - második helyezett (LEN) (2013)
- Az év vízilabdázója választás - második helyezett (FINA) (2013)
- A magyar bajnokság legjobb kapusa (2015)[6]
- A 2016-os férfi vízilabda-Európa-bajnokság legjobb kapusa[7]
- A 2017-es férfi vízilabda-világbajnokság legjobb kapusa
- Szolnokért Érdemérem arany fokozata (2021)[8]
- Magyar Arany Érdemkereszt (2021)[9]

## Családja
Nős, felesége Hornok Blanka. Gyermekeik Sámuel (2010) és Olívia (2012). Öccse Nagy Dániel autóversenyző.

## Könyv
- Ma nem! (2023)